# П'єрфранческо Проспері
П'єрфранческо Проспері (італ. Pierfrancesco Prosperi), також відомий як (італ. Piero Prosperi) (25 липня 1945, Ареццо) — італійський письменник-фантаст, сценарист, редактор та есеїст.
Проспері є одним із провідних італійських авторів альтернативної історії.
Він також публікувався під псевдонімами Алессандро Де Робертіс, Лівіо Андреа Вальдієрі,  Агата Френсіс, Сандра Дель Монте .

## Життєпис
Він почав писати в дуже молодому віці (його першим оповіданням було італійське есе, написане, коли йому було близько дванадцяти років); він опублікував своє перше оповідання «Стратег» у журналі «Oltre il cielo» у 1960 році. Разом з Луїджі Навільйо та Антоніо Белломі він публікувався під спільним псевдонімом Джек Азімов.
Згодом він опублікував понад 160 науково-фантастичних оповідань, які з’явилися в основних виданнях та антологіях сектора ( Urania, Galassia, Oltre il Cielo, Robot, I Romanzi del Cosmo, Futuro, Futuro Europa, Interplanet), а також у різних газетах, і неодноразово перекладався за кордоном (Франція, Бельгія, Німеччина, Чехословаччина - Чехія, Угорщина, Румунія, Фінляндія, Японія).
Він опублікував численні романи, переважно альтернативно-історичні та темпорально-фантастичні, починаючи з роману «Автокриза» (1971).
Першим романом автора є роман «Автокриза», створений у жанрі соціальної фантастики , вперше опублікований у 1971-му році.
Роман був перевиданий у 1997 році під назвою «Автокриза. Американські хроніки»  і є хронологічно першим романом у трилогії, присвяченій майбутньому автомобіля.
Він також опублікував есе про таємничу смерть американських президентів під назвою «Проклята серія» (англ. «La serie maledetta»; 1980).
Він є автором радіодрами Spazio Vitale, заснованої на його власному оповіданні «Lebensraum», трансльованої RAI у 1978 році, в якій, серед інших, знялися Нандо Гаццоло та Джустіно Дурано . Його оповідання Кадилак на Різдво транслювала регіональна структура RAI на Сицилії .
Під псевдонімом Агата Френсіс ним  опубліковано три любовні романи для «Edizioni Lancio» в 1982 і 1983 роках, а під псевдонімом Сандра Дель Монте кілька детективів в журналі Gioia між 1984 і 1986 роками.
Протягом кількох років, між 1994 і 1997 роками, він читав курси написання сценаріїв для коміксів у флорентійській штаб-квартирі Міжнародної школи коміксів.
Як редактор створив дві антології фантастичних оповідань: «Гра в життя» з Роберто Донаті та Франческо Грассо, «Монтековелло 2013» та «Слава Україні! - 9 ручок проти огра, Tabula Fati 2022.
У 2022 році Tabula Fati опублікувала «Architettura dell'Ucronia» — літературну біографію Проспері за редакцією Массімо Аччаі Баджані, яка включає рецензії на головні романи, велике інтерв’ю, кілька неопублікованих історій та внески деяких відомих італійських науковців.

### Комікси
1977 року Проспері розпочав інтенсивну діяльність як сценарист і сценарист коміксів; Будучи самоучкою, він почав із написання сценаріїв для деяких науково-фантастичних історій, які він написав у попередні роки, які були прийняті тижневиком Intrepido . Згодом він створив понад 500 оповідань і кілька міні-серіалів (Jumbo та Overland Pony Express) для Intrepido та Il Monello (вид. Universo), Lanciostory та Skorpio (ред. Eura); він також створив близько двадцяти оповідань для Topolino, десяток сценаріїв для Martin Mystère і півдюжини для Zona X.
Серед інших спільних робіт можна згадати деякі комікси «панінарі» у співпраці з художником-ілюстратором Феліче Манджарано, зокрема Віллі Бурґом (який навіть мав власний журнал), опубліковані великим накладом у 1987-88 роках. Завжди з Манджарано він написав кілька кримінальних історій, які з’явилися в L'Espresso Più у 1988 та 1989 роках, а також кілька оповідань про Фантом (Людина в масці), опублікованих у Фінляндії в 1990 році та в Австралії в 2017 році. Разом з Вітторіо Джардіно він створив детектив «Третя правда», який було опубліковано у «Корто Мальтезе» в 1990 році та був перевиданий у різних італійських та іноземних виданнях. Він також співпрацював із Гордоном Лінком і написав численні сценарії для Бальбоа- Ронні Росса (Play Press) і для Тирамолли . Пізніше він співпрацював з деякими суб'єктами в Diabolik .

## Нагороди
Він отримав численні перші нагороди на конкурсах, що спеціалізуються на фантастиці, включно з премією «Італія» за найкращий науково-фантастичний роман, виграною двічі (1972 з «Автокризу» та 1994 з «Ґарібальді біля Ґетисберґу»), «Премія Сітта ді Монтепульчано» (1988 та 1989) та «Космо». Премія 1993 року, а також у таких літературних конкурсах, як Премія Унгаретті (Овада, 1993) і Премія Сан-Марко – місто Венеція (Венеція, 1994, 1995 та 1997); зі своїм першим детективним оповіданням «Історія з десяти сторінок » він виграв премію Чивітанова-Марке (італ. Civitanova Marche) «Giallocarta» у 2006 році. З оповіданням «Бестселер» він отримав «Золоту закладку» у 2022 році на конкурсі «Esperienze in Giallo» у Фоссано (Кунео).

### Науково-фантастичні романи

#### Автокриза
- Автокриза. Американські хроніки («італ. Autocrisi: Le cronache americane»), видавництво La Tribuna, 1971
- Автокриза 2020-го року (італ. «Autocrisi 2020: Le cronache europee»), Perseo Libri, 1997
- Автокриза 3 (італ. «Autocrisi 2020: Le cronache europee»), 2021

#### Джеффелін
- Поховаймо короля Джона  («італ. Seppelliamo Re John»), видавництво La Tribuna, 1973
- Поховаймо короля Едварда  («італ. Seppelliamo Re Edwardi»), видавництво Youcanprint, 2023

#### Андреа Верньє
- Ґарібальді біля Ґетисберґу (італ. «Garibaldi a Gettysburg»), Editrice Nord, 1993
- Повернення до Ґетисберґу (італ. «Ritorno a Gettysburg»), Urania Collezione 206, Arnoldo Mondadori Editore, 2020 [4]

#### Зникнення
- Зникнення Швейцарії («італ. La scomparsa della Svizzera»), видання 0111, 2021
- Зникнення Бельгії (італ. «La scomparsa del Belgio»), видання 0111, 2022
- Зникнення Ізраїлю (італ. «La scomparsa di Israele»), видання 0111, 2022
- Зникнення Сан-Марино (італ. «La scomparsa di San Marino»), видання 0111, 2023 рік

#### Лео
- Пробудження лева («італ. Il risveglio del Leone»), Segretissimo 1629, редактор Арнольдо Мондадорі, 2016
- Лев: Смертельна лихоманка (італ. «Leone: Febbre mortale») (Цілком таємно) , Segretissimo Extra n. 6, Arnoldo Mondadori Editore, 2018
- Лев: Апокаліпсис з небес(італ. «Leone: Febbre mortale Leone: Apocalisse dal cielo») (Цілком таємно) , 1670, редактор Арнольдо Мондадорі, 2023

#### Позасерійні фантастичні романи
- Тунель  (італ. «Il tunnel»), Альберті, 1992
- Приватний кошмар. Історія 2010 року («італ. Incubo privato. Una storia dell'anno 2010»), 2008, у Кошмари короля Джона, Уранія 1533, редактор Арнольдо Мондадорі, 2008
- Ватикан (італ. «Vatikan»), Tabula Fati, 2012
- ГГ: Гемптонс Гітлера (італ. «HH: Hitler's Hamptons»), Rêverie, 2012
- Хімера («італ. Khimaira»), Helicon Editions, 2016
- Кінець Землі («італ. Finis Terrae»), Odoya, 2017
- Білий прапор на соборі Святого Петра (італ. «Bandiera bianca su San Pietro»), Watson Edizioni, 2018
- Влад 3.0 - Вампіри Риму (італ. «Vlad 3.0 - I vampiri di Roma»), Порто Сегуро, 2019
- Наполеон загинув на Ельбі (італ. «Napoleone è morto all'elba»), Mauro Pagliai Editore, 2020
- Аннігіляція (італ. «Annihilation»), Helicon Editions, 2020

#### Інші фантастичні твори (вибірково)
- Армагеддон 2014 (італ. «Armageddon 2014»), Rêverie, 2013
- Майбутнє минуло (італ. «Il futuro è passato») (оповідання), Біетті, 2013
- Круїз серед зірок (італ. «Crociera tra le stelle») (з А. Белломі та Л. Навільйо), Edizioni Della Vigna, 2016

#### Інші книги
- Додаток до розслідування (італ. «Supplemento d'indagine»), Edizioni Settimo Sigillo, 1999
- Мечеть Сан-Марко (італ. «La Moschea di San Marco»), Б'єтті, 2007
- Дім Ісламу («італ. La Casa dell'Islam»), Бієтті, 2009. ISBN 978-88-8248-218-3
- Мета Маріо Монті («італ. Target Mario Monti»), Rêverie, 2012
- Одинадцять тисяч вереснів («італ. Undicimila Settembre»), Fratini Editore, 2014
- Знищення Аушвіца («італ. La demolizione di Auschwitz»), Leone Editore, 2014
- Третя мечеть («італ. La terza Moschea»), Біетті, 2015 рік
- Майорана отримав Нобелівську премію («італ. Majorana ha vinto il Nobel»), Одоя, 2016
- Муссолінія («італ. Mussolinia»), Tabula Fati, 2016
- Спогади лева («італ. The memory of the Lion»), Extra Secret n. 2, Arnoldo Mondadori Editore, 2017
- Чорний прапор!  (італ. «Bandiera nera!»), Табула Фаті, 2018
- Процес № 13 (італ. «Il processo n. 13»), Edizioni Della Vigna, 2018
- 9 травня (італ. «Il 9 maggio»), Homo Scrivens, 2019
- Правда четверта (італ. «La quarta verità»), BookSprint, 2019
- Венеція у бульбашці (італ. «Venezia nella bolla»), Робін Едізіоні, 2020
- Кошмар над Любеком (італ. «Incubo su Lubecc»), Tabula Fati, 2021
- Третя правда (італ. «La terza verità»), 0111 Editions, 2021
- Перший літак прибуде з півночі (італ. «Il primo aereo arriverà da nord»), Порто-Сегуро, 2021 рік
- Сердцевинна земля (італ. «Heartland»), BookTribu Editions, 2023

- Серіал «Прокляті» (італ. «La serie maledetta»), Вірменія, 1980.

## Дивіться також
- Історія італійської наукової фантастики
- Альтернативна історія